# チャーリー・ビトン

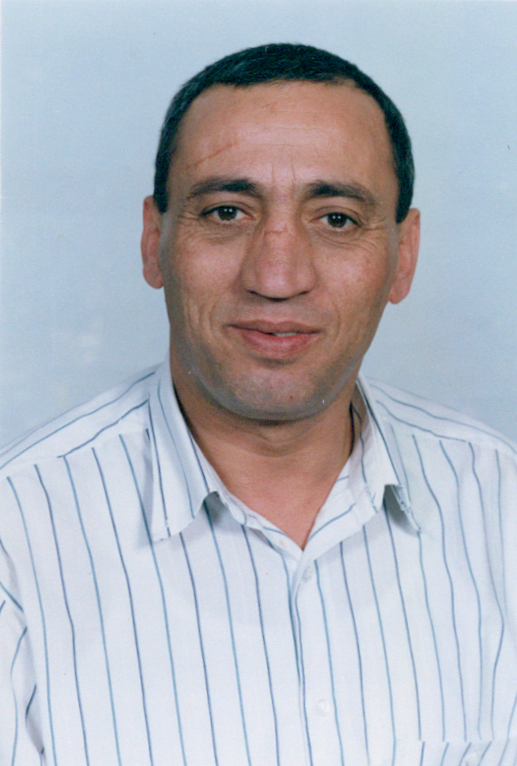
チャーリー・ビトン

チャーリー・シャローム・ビトン（ヘブライ語: צ'רלי-שלום ביטון、1947年4月11日 - 2024年2月24日）は、イスラエルの政治家。モロッコ系ユダヤ人。ハダシュを経て、1990年にミズラヒムの権利向上を訴える政党「ブラックパンサー」（הפנתרים השחורים　ハ＝パンタリーム・ハ＝シュホリーム）を創設した。

## 来歴
モロッコのカサブランカに生まれた。1949年、イスラエルに移住（アリーヤー）。
専門学校を卒業後、イスラエルでブラックパンサー運動（イスラエル国内で二等国民扱いされていたミズラヒムの権利向上運動）を興す。
1977年にハダシュからクネセト選挙に立候補。当選する。以降1992年まで毎回選挙で当選を果たした。
1990年、ハダシュを離れる。1991年にブラックパンサー党を創設し、1992年の総選挙に臨むが、落選。1999年に選挙に再度立候補するも落選した。
2024年2月24日に死去。76歳没。